# Seznam zápasů české a švýcarské hokejové reprezentace
Toto je seznam zápasů české a švýcarské hokejové reprezentace na ZOH a MS.

## Lední hokej na olympijských hrách
| Datum     | Číslo | Česko | Výsledek | Zápas             | ZOH  | Místo    | Branky České republiky                             |
| --------- | ----- | ----- | -------- | ----------------- | ---- | -------- | -------------------------------------------------- |
| 16.2.2006 | 1     | Česko | 2:3      | ZS                | 2006 | Turín    | Jaromír Jágr • Marek Židlický                      |
| 15.2.2014 | 2     | Česko | 0:1      | ZS                | 2014 | Soči     | Ne                                                 |
| 18.2.2018 | 3     | Česko | 4:1      | ZS                | 2018 | Kangnung | 2x Michal Řepík • Dominik Kubalík • Roman Červenka |
| 11.2.2022 | 4     | Česko | 2:1 SN   | ZS                | 2022 | Peking   | Jiří Smejkal • David Krejčí                        |
| 15.2.2022 | 5     | Česko | 2:4      | předkolo play-off | 2022 | Peking   | Lukáš Klok • Roman Červenka                        |

## Mistrovství světa v ledním hokeji
| Datum     | Číslo | Česko | Výsledek | Zápas       | MS   | Místo      | Branky České republiky                                                                            |
| --------- | ----- | ----- | -------- | ----------- | ---- | ---------- | ------------------------------------------------------------------------------------------------- |
| 9.4.1998  | 1     | Česko | 3:1      | ČS          | 1998 | Basilej    | Ladislav Lubina • Radek Bělohlav • František Kučera                                               |
| 15.4.1998 | 2     | Česko | 4:0      | 3. místo    | 1998 | Curych     | Pavel Patera • Patrik Eliáš • Martin Procházka • Jiří Dopita                                      |
| 1.5.2001  | 3     | Česko | 3:1      | ZS          | 2001 | Norimberk  | 2x Robert Reichel • Viktor Ujčík                                                                  |
| 26.4.2002 | 4     | Česko | 5:0      | ZS          | 2002 | Jönköping  | 2x Viktor Ujčík • František Kaberle • Jaroslav Hlinka • Martin Procházka                          |
| 2.5.2004  | 5     | Česko | 3:1      | OS          | 2004 | Praha      | Jaroslav Špaček • Jaromír Jágr • Václav Prospal                                                   |
| 1.5. 2005 | 6     | Česko | 3:1      | ZS          | 2005 | Vídeň      | Václav Prospal • Jaromír Jágr • František Kaberle                                                 |
| 9.5.2008  | 7     | Česko | 5:0      | OS          | 2008 | Quebec     | Martin Erat • Tomáš Kaberle • Patrik Eliáš • Tomáš Fleischmann • Jiří Novotný                     |
| 15.5.2010 | 8     | Česko | 2:3      | OS          | 2010 | Mannheim   | Jan Marek • Miroslav Blaťák                                                                       |
| 6.5.2013  | 9     | Česko | 2:5      | ZS          | 2013 | Stockholm  | 2x Jiří Hudler                                                                                    |
| 16.5.2013 | 10    | Česko | 1:2      | čtvrtfinále | 2013 | Stockholm  | Zdeněk Kutlák                                                                                     |
| 12.5.2015 | 11    | Česko | 2:1 SN   | ZS          | 2015 | Praha      | Martin Zaťovič • Michal Vondrka (rozhodující SN)                                                  |
| 17.5.2016 | 12    | Česko | 5:4      | ZS          | 2016 | Moskva     | Michal Birner • Lukáš Kašpar • Martin Zaťovič • Tomáš Zohorna • Michal Jordán                     |
| 16.5.2017 | 13    | Česko | 1:3      | ZS          | 2017 | Paříž      | Roman Červenka                                                                                    |
| 8.5.2018  | 14    | Česko | 5:4 SN   | ZS          | 2018 | Kodaň      | Dominik Kubalík • Michal Moravčík • Dmitrij Jaškin • Michal Řepík • Michal Řepík (rozhodující SN) |
| 21.5.2019 | 15    | Česko | 5:4      | ZS          | 2019 | Bratislava | Jakub Voráček • Dominik Simon • Michael Frolík • Dominik Kubalík • Jan Rutta                      |
| 22.5.2021 | 16    | Česko | 2:5      | ZS          | 2021 | Riga       | Filip Chytil • Jiří Smejkal                                                                       |
| 21.5.2023 | 17    | Česko | 2:4      | ZS          | 2023 | Riga       | Roman Červenka • Dominik Kubalík                                                                  |
| 13.5.2024 | 18    | Česko | 1:2 SN   | ZS          | 2024 | Praha      | Matěj Stránský                                                                                    |
| 26.5.2024 | 19    | Česko | 2:0      | finále      | 2024 | Praha      | David Pastrňák • David Kämpf                                                                      |
| 9.5.2025  | 20    | Česko | 5:4 PP   | ZS          | 2025 | Herning    | Matěj Stránský • Filip Zadina • Filip Pyrochta • Lukáš Sedlák • Roman Červenka                    |
| Zdroj     |       |       |          |             |      |            |                                                                                                   |